# NGC 6986
NGC 6986 (другие обозначения — PGC 65750, ESO 598-7, MCG -3-53-11, NPM1G -18.0530) — галактика в созвездии Козерог.
Этот объект входит в число перечисленных в оригинальной редакции «Нового общего каталога».
В галактике вспыхнула сверхновая SN 2002el типа Ia, её пиковая видимая звездная величина составила 17,6.